# Flens kommun
Flens kommun är en kommun i Södermanlands län. Centralort är Flen.
Kommunens topografi utgörs av en sönderbruten terräng där flikiga sjösystem hittas i områdets lägre delar. De högre delarna utgörs i kontrast av hällmark, ibland täckt med morän. Till största del är ytan bevuxen med skog men knappt en femtedel utgörs av jordbruksmark. Det är dock de goda transportmöjligheterna som främst kommit att påverka det lokala näringslivet. Ett flertal industrier har verksamhet i kommunen och företag som Statoil Logistik och GB Glace har sina lager där. 
Sedan kommunen bildades 1971 och fram till 2020 minskade kommunens befolkning med cirka 2 000 personer. 
Socialdemokraterna har varit största parti i samtliga val. De har också varit en del av de styrande koalitionerna sedan åtminstone 1998, undantaget mandatperioden 2002–2006. Mandatperioden 2022–2026 styrs kommunen av en blocköverskridande minoritetskoalition bestående av Centerpartiet och Socialdemokraterna.

## Administrativ historik
Kommunens område motsvarar socknarna: Bettna, Blacksta, Dunker, Flen, Forssa, Helgesta, Hyltinge, Lilla Malma, Mellösa, Vadsbro  och  Årdala. I dessa socknar bildades vid kommunreformen 1862 landskommuner med motsvarande namn. Inom området fanns även från 1863 Malmköpings köping.  
I området fanns mellan 31 december 1901 och 31 december 1948 Flens municipalsamhälle samt mellan 23  mars 1918 och 31 december 1952 Sparreholms municipalsamhälle. 
Flens stad bildades 1949 genom en ombildning av Flens landskommun.
Vid kommunreformen 1952  bildades storkommunerna Bettna (av de tidigare kommunerna Bettna,  Blacksta, Forssa, Husby-Oppunda, Vadsbro och Vrena) och Sparreholm (av Helgesta, Hyltinge och Årdala) samtidigt som landskommunerna Dunker och Lilla Malma uppgick i Malmköpings köping medan Mellösa landskommun samt Flens stad förblev opåverkade.
1965 inkorporerades Sparreholms landskommun i Flens stad.
Flens kommun bildades vid kommunreformen 1971 av Flens stad, Malmköpings köping, Mellösa landskommun samt delar ur Bettna landskommun (Bettna, Blacksta, Forssa och Vadsbro församlingar).
Kommunen ingår sedan bildandet i Katrineholms domsaga.

## Geografi

### Topografi och hydrografi
Kommunens topografi utgörs av en sönderbruten terräng där flikiga sjösystem hittas i områdets lägre delar. De högre delarna  utgörs i kontrast av hällmark, ibland täckt med morän. Det senare förekommer främst i de östra och norra delarna av kommunen.  Flera markanta rullstensåsar går genom kommunen: 
- Strömsholmsåsen genom Sparreholm och Malmköping. Vid Plevnahöjden följs åsen av flera dödisgropar
- Badelundaåsen genom kommunens östra del

Dessutom går ytterligare en ås genom centralorten. Eftersom den följer den ojämna terrängen har den fått en säregen form. Kommunen är rik på sjöar. Som exempel kan nämnas Gårdsjön och Orrhammaren vid Flen och Båven i sydöst.
Nedan presenteras andelen av den totala ytan 2020 i kommunen jämfört med riket.
|  | Bebyggelse (5,1 %) |

|  | Skog (63,9 %) |

|  | Öppen myrmark (1,4 %) |

|  | Jordbruksmark (23,3 %) |

|  | Övrig mark (6,2 %) |

|  | Bebyggelse (3,1 %) |

|  | Skog (68,0 %) |

|  | Öppen myrmark (7,2 %) |

|  | Jordbruksmark (7,4 %) |

|  | Övrig mark (14,3 %) |

### Naturskydd
År 2023 fanns 18 naturreservat i Flens kommun. Som exempel kan nämnas Brunnstaåsen utanför Bettna, en grusås som ursprungligen utsågs till naturminne 1959.  I området växer, förutom barrskog, även kruståtel, vårfryle och vitsippa.

### Administrativ indelning
Fram till 2016 var kommunen för befolkningsrapportering indelad i Bettna församling, Dunker-Lilla Malma församling, Flen, Helgesta-Hyltinge församling och Mellösa församling.

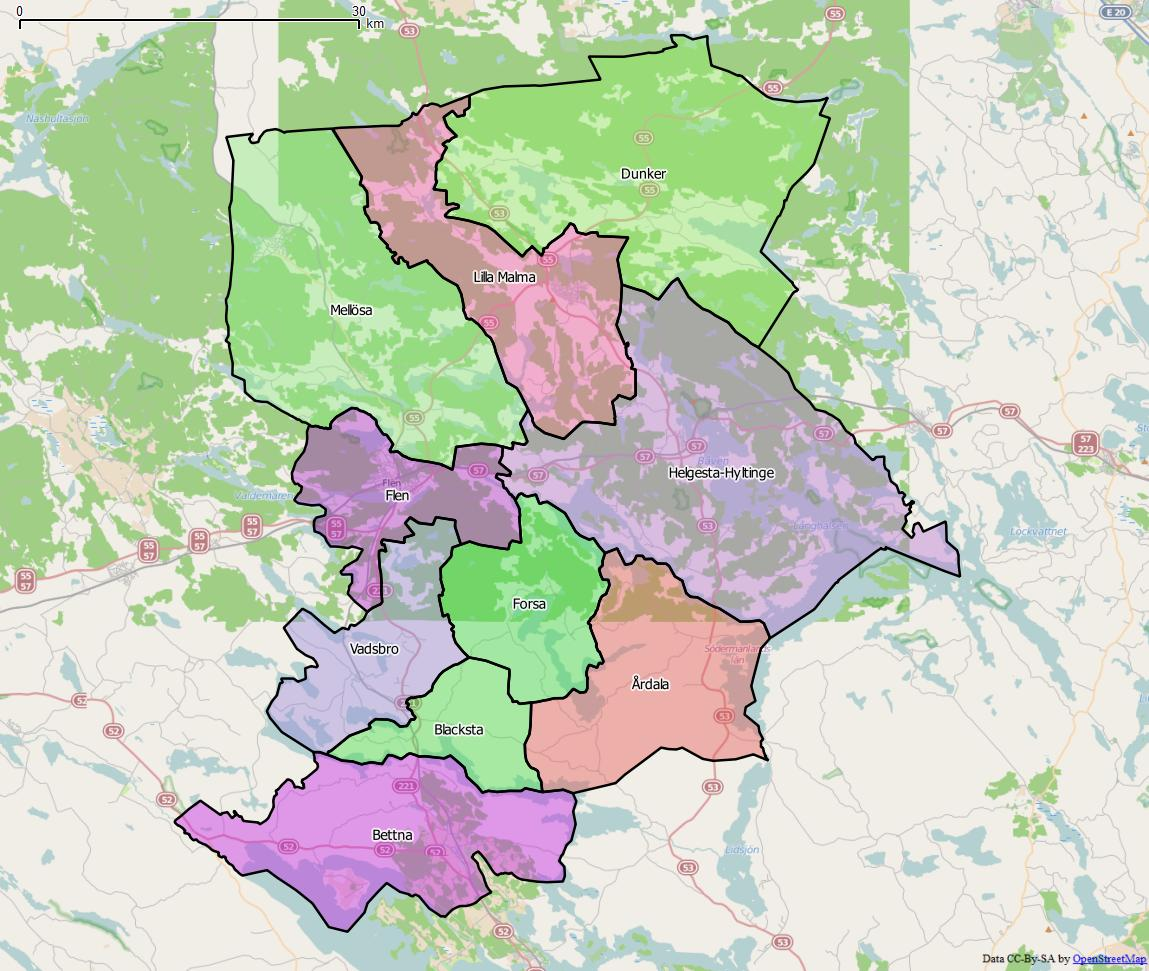
Distrikt (socknar) inom Flens kommun

Från 2016 indelas kommunen istället i 10 distrikt (socknar):
- Bettna
- Blacksta
- Dunker
- Flen
- Forsa
- Helgesta-Hyltinge
- Lilla Malma
- Mellösa
- Vadsbro
- Årdala

### Tätorter
År 2020 bodde 76 procent av kommunens invånare i någon av kommunens tätorter, vilket var lägre än motsvarande siffra för riket där genomsnittet var 87,6 procent. Vid Statistiska centralbyråns tätortsavgränsning 2020 fanns det åtta tätorter i Flens kommun:
| Tätort       | Befolkning |
| ------------ | ---------- |
| Flen         | 6 577      |
| Malmköping   | 2 180      |
| Hälleforsnäs | 1 615      |
| Sparreholm   | 739        |
| Mellösa      | 544        |
| Bettna       | 375        |
| Orrhammar    | 248        |
| Skebokvarn   | 204        |

## Styre och politik

### Styre
| År   | Partier | Partier | Partier | Partier | Partier | Partier | Mandat  | Status    | Källa  |
| ---- | ------- | ------- | ------- | ------- | ------- | ------- | ------- | --------- | ------ |
| 1970 | S       |         |         |         |         |         | 23 / 45 | Majoritet |        |
| 1973 | S       |         |         |         |         |         | 22 / 45 | Minoritet |        |
| 1976 | S       |         |         |         |         |         | 22 / 45 | Minoritet |        |
| 1979 | S       |         |         |         |         |         | 21 / 45 | Minoritet |        |
| 1982 | S       |         |         |         |         |         | 22 / 45 | Minoritet |        |
| 1985 | S       |         |         |         |         |         | 22 / 45 | Minoritet |        |
| 1988 | S       |         |         |         |         |         | 21 / 45 | Minoritet |        |
| 1991 | C       | M       | L       | KD      | FKP     | MP      | 23 / 45 | Majoritet | [ 17 ] |
| 1994 | S       |         |         |         |         |         | 20 / 45 | Minoritet |        |
| 1998 | S       |         |         |         |         |         | 16 / 45 | Minoritet | [ 18 ] |
| 2002 | M       | A2      | C       | L       | KD      |         | 24 / 45 | Majoritet | [ 18 ] |
| 2006 | S       | A2      |         |         |         |         | 24 / 45 | Majoritet | [ 19 ] |
| 2010 | S       | A2      | V       |         |         |         | 24 / 45 | Majoritet |        |
| 2014 | S       | C       | MP      | KD      |         |         | 24 / 45 | Majoritet | [ 20 ] |
| 2018 | S       | V       | MP      |         |         |         | 19 / 45 | Minoritet | [ 21 ] |
| 2022 | S       | C       |         |         |         |         | 16 / 39 | Minoritet | [ 22 ] |

### Kommunfullmäktige

#### Presidium
| Presidium 2022–2026    | Presidium 2022–2026 | Presidium 2022–2026 |
| ---------------------- | ------------------- | ------------------- |
| Ordförande             | C                   | Roger Tiefensee     |
| Förste vice ordförande | S                   | Torbjörn Jansson    |
| Andre vice ordförande  | KD                  | Thomas Ledenvik     |

#### Mandatfördelning 1970–2022
|  | 23 | 10 | 5 |  | 5 |

| 37 | 8 |

|  | 22 | 12 | 4 |  | 5 |

| 37 | 8 |

|  | 22 | 12 | 4 |  | 5 |

| 34 | 11 |

| 2 | 21 | 3 | 10 | 3 |  | 5 |

| 32 | 13 |

| 2 | 22 | 4 | 8 | 2 |  | 6 |

| 30 | 15 |

| 2 | 22 |  | 2 | 7 | 4 |  | 6 |

| 29 | 16 |

| 2 | 21 | 2 | 2 | 7 | 4 |  | 6 |

| 27 | 18 |

| 2 | 19 |  |  |  | 8 | 3 | 3 | 7 |

| 29 | 16 |

| 3 | 20 | 2 | 7 |  | 5 |  |  | 5 |

| 26 | 19 |

| 5 | 16 | 2 | 8 | 4 |  | 3 | 6 |

| 25 | 20 |

| 3 | 17 |  | 9 | 4 | 3 | 2 | 6 |

| 22 | 23 |

| 3 | 19 |  |  | 5 | 4 | 2 | 2 | 8 |

| 24 | 21 |

| 3 | 17 | 2 | 3 | 4 | 4 | 2 | 2 | 8 |

| 22 |  | 22 |

| 3 | 14 | 2 | 9 | 8 | 2 |  | 6 |

| 24 | 21 |

| 4 | 14 |  | 9 | 6 | 2 | 2 | 7 |

| 22 | 23 |

| 4 | 12 |  | 8 | 4 |  | 2 | 7 |

| 19 | 20 |

### Nämnder

#### Kommunstyrelse
| Presidium 2022–2026    | Presidium 2022–2026 | Presidium 2022–2026  |
| ---------------------- | ------------------- | -------------------- |
| Ordförande             | S                   | Ann-Charlotte Munter |
| Förste vice ordförande | C                   | Björn Carlsson       |
| Andre vice ordförande  | M                   | Emma Dahlin          |

#### Lista över kommunstyrelsens ordförande
|   |                      | Tillträdde | Avgick |
| - | -------------------- | ---------- | ------ |
| S | Helge Sander         | 1971       | 1977   |
| S | Rolf Dahlqvist       | 1977       | 1983   |
| S | Gunnar Andersson     | 1983       | 1991   |
| C | Lars Skeppstedt      | 1992       | 1994   |
| S | Maria Hed            | 1995       | 2001   |
| S | Anders Berglöv       | 2002       | 2002   |
| M | Lotta Finstorp       | 2003       | 2006   |
| S | Anders Berglöv       | 2007       | 2013   |
| S | Jan-Erik Larsson     | 2013       | 2018   |
| S | Anders Berglöv       | 2018       | 2020   |
| S | Ann-Charlotte Munter | 2020       | [ 33 ] |

#### Övriga nämnder
Avser mandatperioden 2022–2026.
| Nämnd                                 | Ordförande | Ordförande        | Vice ordförande | Vice ordförande       | Andre vice ordförande | Andre vice ordförande |
| ------------------------------------- | ---------- | ----------------- | --------------- | --------------------- | --------------------- | --------------------- |
| Barn-, utbildnings- och kulturnämnden | S          | Peter Munter      | C               | Ingegerd Branting     | M                     | Katarina Lagerstedt   |
| Social- och arbetsmarknadsnämnden     | S          | Daniel Ljungkvist | C               | Björn Carlsson        | M                     | Jessica Källström     |
| Vård- och omsorgsnämnden              | C          | Svitlana Jelisic  | S               | Stefan Zunko          | M                     | Göran Jönsson         |
| Samhällsbyggnadsnämnden               | C          | Åke Karlsson      | S               | Jonas Thyrén          | M                     | Sven-Gunnar Johansson |
| Val- och jävsnämnden                  | S          | Göran Olsson      | S               | Jaana Lathi Nordengen | L                     | Lars Falk             |

### Valresultat 2022
| Parti                            | Valdistrikt                       | Valdistrikt | Kommun  |
| Parti                            | Starkaste                         | Andel       | Andel   |
| -------------------------------- | --------------------------------- | ----------- | ------- |
| S                                | Hälleforsnäs                      | 42,04 %     | 29,51 % |
| SD                               | Bettna                            | 26,18 %     | 21,52 % |
| M                                | Malmköping västra                 | 20,53 %     | 17,08 % |
| C                                | Mellösa                           | 27,55 %     | 10,49 % |
| V                                | Flens södra                       | 33,03 %     | 9,08 %  |
| KD                               | Bettna                            | 7,12 %      | 4,86 %  |
| L                                | Flens östra och Helgesta-Hyltinge | 5,43 %      | 3,83 %  |
| MP                               | Malmköping östra                  | 4,82 %      | 3,30 %  |
| Data hämtat från Valmyndigheten. |                                   |             |         |

Exklusive uppsamlingsdistrikt. Partier som fått mer än en procent av rösterna i minst ett valdistrikt redovisas.

## Ekonomi och infrastruktur

### Näringsliv
Ett flertal industrier fanns i kommunen i början av 2020-talet, en följd av kommunens goda transportmöjligheter. Som exempel på industrier kan nämnas Volvo Parts AB och Vrena Mekaniska Verkstad AB. Dessutom hade Statoil Logistik sitt centrallager och GB Glace sitt fryslager för mellansverige i kommunen. Kommunen själv liksom Region Östergötland och Migrationsverket var större arbetsgivare inom den offentliga sektorn.

### Infrastruktur

#### Transporter
Mellersta delen av kommunen genomkorsas från öst till väst av riksväg 57. Vidare genomkorsas kommunen av riksvägarna 52, 53 och 55. Länsväg 221 går genom sydvästra delen av kommunen.
I mitten på 1800-talet började Västra stambanan stakas ut i det som nu är centralorten Flen. År 1943 hade banan blivit dubbelspårig.

## Befolkning

### Demografi

#### Befolkningsutveckling
Kommunen har 15 341 invånare (31 mars 2025), vilket placerar den på 156:e plats avseende folkmängd bland Sveriges kommuner. 
| Befolkningsutvecklingen i Flens kommun 1970–2020 | Befolkningsutvecklingen i Flens kommun 1970–2020 | Befolkningsutvecklingen i Flens kommun 1970–2020 | Befolkningsutvecklingen i Flens kommun 1970–2020 | Befolkningsutvecklingen i Flens kommun 1970–2020 |
| ------------------------------------------------ | ------------------------------------------------ | ------------------------------------------------ | ------------------------------------------------ | ------------------------------------------------ |
|                                                  |                                                  |                                                  |                                                  |                                                  |
| År                                               |                                                  |                                                  | Folkmängd                                        |                                                  |
| 1970                                             | 1970                                             |                                                  | 18 354                                           |                                                  |
| 1975                                             | 1975                                             |                                                  | 18 079                                           |                                                  |
| 1980                                             | 1980                                             |                                                  | 18 231                                           |                                                  |
| 1985                                             | 1985                                             |                                                  | 17 117                                           |                                                  |
| 1990                                             | 1990                                             |                                                  | 17 392                                           |                                                  |
| 1995                                             | 1995                                             |                                                  | 17 237                                           |                                                  |
| 2000                                             | 2000                                             |                                                  | 16 565                                           |                                                  |
| 2005                                             | 2005                                             |                                                  | 16 412                                           |                                                  |
| 2010                                             | 2010                                             |                                                  | 16 028                                           |                                                  |
| 2015                                             | 2015                                             |                                                  | 16 440                                           |                                                  |
| 2020                                             | 2020                                             |                                                  | 16 431                                           |                                                  |

## Kultur

### Kulturarv
I kommunen hittas ett flertal slott. Vibyholms slott stod klart 1630 och tillhör sedan början av 1700-talet släkten Bonde. Vibyholms slott har fungerat som inspiration vid renoveringen av Rockelsta slott i början av 1900-talet. Stenhammars slott uppfördes på 1658 men egendomen har är känd sedan 1300-talet. I början av 1900-talet testamenterades egendomen till staten med förbehållet att den endast fick arrenderar ut till medlemmar ur släkten Bernadotte. I kommunen finns även Sparreholms slott och Yxtaholms slott. Herrgården Harpsund fungerar sedan 1950-talet som rekreationsområde för svenska statsministern.

### Kommunvapen
Blasonering: I grönt fält ett andreaskors av guld och däröver en ginstam av guld belagd med tre upprättstående gröna ekblad bredvid varandra.
Vapnet, som symboliserar järnvägsknuten och sörmländska ekbackar, fastställdes för Flens stad 1948. Malmköpings vapen, vars giltighet upphörde 1971, är betydligt äldre och fastställdes av Kungl. Maj:t 1938. Även Bettna och Mellösa hade fastställda vapen. Trots detta registrerades stadsvapnet oförändrat för den nya kommunen i PRV 1974.

Malmköpings köping (1938–1970)
Mellösa landskommun (1950–1970)
Bettna landskommun (1953–1970)